# Слюдянка (Алтайский край)
Слюдя́нка — село в Усть-Калманском районе Алтайского края. Входит в состав Михайловского сельсовета.

## География
Расположено примерно в 40 км к юго-востоку от райцентра Усть-Калманка, находится в гористой местности, на берегу одного из многочисленных ручьёв, впадающих в реку Малая Слюдянка, левой составляющей реки Слюдянка. Высота над уровнем моря 392 м.

## История
В своей книге «Первые крестьяне на Алтае» Ю. С. Булыгин со ссылкой на исследования П. С. Палласа, указывая хронологию возникновения населённых пунктов на территории Верхнего Приобья в XVIII веке, отмечает основание поселения Слюдянский маяк — 1770 год.
Постановлениями Сибревкома 1920, 1924 годов село вначале входило в Алексеевскую волость, затем было передано в Михайловский район вначале Бийского уезда Томской губернии, а затем Западно-Сибирского края.
Село названо по гидрониму, реке Слюдянка.
Старые названия
- маяк Слюденский
- н. п. Слюденское[9]
- посёлок Слюденский[10].

На Алтае были найдены залежи вольфрамовой руды, которая добывалась, в основном, в годы Великой Отечественной войны. Один из рудников находился в окрестностях села Верх-Слюдянка. На рудниках практически отсутствовала какая-либо автоматика, работы были очень тяжёлыми, поскольку производились вручную. Трудились, в основном, женщины и подростки, понимая, что они помогают мужчинам, ушедшим на войну, одержать победу над захватчиками. Рудник просуществовал до конца 50-х годов, теперь на месте заброшенных штолен установлена памятная плита.

## Население
| 1997 | 1998 | 1999 | 2000 | 2001 | 2002 |
| ---- | ---- | ---- | ---- | ---- | ---- |
| 159  | ↗178 | ↘172 | ↘169 | ↗172 | ↘163 |
| 2003 | 2004 | 2005 | 2006 | 2007 | 2008 |
| ↘160 | ↘147 | ↘143 | ↘118 | ↘113 | ↘110 |
| 2009 | 2010 | 2011 | 2012 | 2013 |      |
| ↘105 | ↗107 | ↘105 | ↗107 | ↗117 |      |

Уличная сеть
В селе 2 улицы: Заречная и Центральная.
Инфраструктура
Медицинские услуги оказывает ФАП (единственное из рабочих мест, что там осталось)..